# Терновый (Калмыкия)
Терновый (Толочкин) — исчезнувший хутор в Сарпинском районе Калмыкии. Входил в состав Уманцевского сельского муниципального образования. Хутор располагался в балке Кашарская в 4 км к северо-востоку от села Уманцево.

## История
Первоначально назывался Толочкин. Впервые обозначен на топографической карте Астраханской губернии 1909 года. В 1930-х входил в состав Уманцевского сельсовета Сарпинского улуса Калмыцкой АССР. 
28 декабря 1943 года калмыцкое население было депортировано. В связи с ликвидацией Калмыцкой АССР, как и другие населённые пункты Сарпинского района, село было включено в состав Сталинградской области. Возвращён Калмыцкой АО в 1957 году.
Название Терновый присвоено не позднее 1985 года. 
Упразднён Постановлением Народного Хурала (Парламента) РК от 04.04.2000 № 223-II